# توماسن ماكنزي
توماسن ماكنزي (بالإنجليزية: Thomasin McKenzie)‏ (مواليد 26 يوليو 2000) هي ممثلة نيوزيلاندية. اشتهرت بدورها كطفلة في فيلم لا تدع أي أثر الذي صدر سنة 2018، وحصلت خلال على تقييم ممتاز من النقاد. حققت ظهور بارز أيضاً في فيلم الأرنب جوجو ومثلت دور طفلة يهودية متخفية في حقبة حكم أدولف هتلر.

## حياتها الشخصية
ولدت توماسن ماكينزي في ويلينغتون في نيوزيلاندا.ولدت في عائلة فنية أمها هي الممثلة ميراندا هاركورت ووالدها هو المخرج ستيوارت ماكنزي. وهي حفيدة الممثلة كيت هاركورت وبيتر هاركورت. وكان جدها بيتر من العائلة التي أسست شركة العقارات هاركورت انترناشونال.

## أعمالها الفنية

### الأفلام
| السنة | الفيلم                             | الدور             | ملاحظات |
| ----- | ---------------------------------- | ----------------- | --- |
| 2012  | Existence                          | Scraps            | |
| 2014  | Consent: The Louise Nicholas Story | الصغيرة لوسي      | |
| 2014  | A Long Beside                      | كيت الصغيرة       | فيلم قصير |
| 2014  | الهوبيت: معركة الجيوش الخمسة       | استريد            | |
| 2015  | The Boyfriend Game                 | إديث              | |
| 2017  | The Changeover                     | روز كيتون         | |
| 2018  | لا تدع أي أثر                      | توم               | جائزة المجلس الوطني للمراجعة لأفضل أداء لممثل جديد، جائزة جمعية سان دييغو لنقاد السينما لأفضل أداء لممثل جديد |
| 2019  | الملك                              | فيليبا الإنجليزية | |
| 2019  | الأرنب جوجو                        | إلسا              | |
| 2019  | True History of the Kelly Gang     | ماري              | |
| 2020  | الفتيات المفقودات                  | شيري جيلبرت       | |
| 2020  | الليلة الماضية في سوهو             | إليوس             | لم يصدر |
| 2021  | The Justice Of The Bunny King      |                   | لم يصدر |
| 2021  | قوة الكلب                          |                   | تحت الانتاج                                                                                                   |

## روابط خارجية
- توماسن ماكنزي على موقع IMDb (الإنجليزية)
- توماسن ماكنزي على موقع ميتاكريتيك (الإنجليزية)
- توماسن ماكنزي على موقع روتن توميتوز (الإنجليزية)
- توماسن ماكنزي على موقع مونزينجر (الألمانية)
- توماسن ماكنزي على موقع قاعدة بيانات الأفلام العربية
- توماسن ماكنزي على موقع ألو سيني (الفرنسية)
- توماسن ماكنزي على موقع أول موفي (الإنجليزية)
- توماسن ماكنزي على موقع قاعدة بيانات الفيلم (الإنجليزية)
- توماسن ماكنزي على موقع ليتربوكسد (الإنجليزية)